# Karl Knutsson (Tre Rosor)
Karl Knutsson till Giske (död 1520), var en norsk härförare. Han var son till Knut Alvsson (Tre Rosor) och Görvel Eriksdotter (Gyllenstierna).
Efter att hans fader, som var en av Norges rikaste män, 1502 dödats av Henrik Krummedike, bosatte sig Karl i Sverige. Så småningom (möjligen på grund av slitningar i familjen) övergick han till kung Kristian II. Det är troligt att det var i utbyte mot detta som allt konfiskerat gods efter fadern återfördes till honom. Släktgården Giske gård återlämnades först 1515. Som Kristian II:s man gick Karl nu in i den danska krigstjänsten mot Sverige.
I maj 1517 seglade en flotta från Köpenhamn med 3000 man under ledning av Joachim Trolle, amiralen Søren Norby och Karl Knutsson. De landade först utanför Västervik, där många sökte tillflykt till slottet Stegeholm. Karl Knutsson lät bränna slottet, många försökte fly och dödades av soldaterna eller drunknade i vallgraven. De cirka 200 som stannade kvar i slottet kvävdes av röken och brändes. Enligt berättelser, blev det till ett blodig massaker där också civila slaktades, och därefter fortsatte Trolle, Norby och Karl Knutsson norrut. Den danska flottan ankrade i Värtan och trupperna drog mot Stockholm, men Sten Sture den yngres soldater gick till motattack och lyckades stoppa invasionen vid Vädla. För att rädda det som kunde sparas beordrade danskarna reträtt och hela skvadronen återvände till Danmark.
Under kung Kristians förnyade attack 1519 ledde Karl Knutsson de danska styrkor som marscherade in i Västergötland och tog Älvsborg, som byggdes om. Sedan var Karl Knutsson med när Norrby attackerade Öland och Borgholms slott stormades sommaren 1519. 
Efter slaget vid Bogesund i januari 1520 anlände Kristian själv till Stockholms utkanter med sin flotta och i den följande belägringen av Stockholm stupade Karl Knutsson. 